# Nadia Cassini
Nadia Cassini, nacida como Gianna Lou Müller (Woodstock, Nueva York, Estados Unidos; 2 de enero de 1949 - Regio de Calabria, Italia; 18 de marzo de 2025) fue una actriz y showgirl estadounidense de origen italoalemán famosa por sus interpretaciones en películas de la comedia erótica italiana de los años 70 y 80.

## Biografía
Su padre, alemán, y su madre, italiana, eran actores de vodevil, y ella nació durante una gira.
Se fue de casa a temprana edad, y se dedicó a varios trabajos, como los de cantante de night club, bailarina y modelo. En 1968 se casó con el conde Igor Cassini, notable periodista estadounidense.

### Carrera cinematográfica
Se fue junto a su marido a Roma, donde consiguió algún papel secundario a partir de 1970, pero el romance duró poco, pues en 1971 se marchó a Londres, enamorada del actor Yorgo Voyagis, del cual tendrá a su hija Cassandra. En 1972 tiene un papel destacado en la película británica Historias peligrosas, dirigida por Mike Hodges y con la intervención de Michael Caine, Mickey Rooney y Lizabeth Scott. Sin embargo, permanece ligada a Italia, adonde volverá en 1975 para seguir con su carrera cinematográfica.
En 1979 consigue su primer papel como protagonista en la película La profesora baila con toda la clase. En sus apariciones cinematográficas interpretaba habitualmente el cliché de ingenua atractiva, papel al que ayudaba su físico, particularmente su trasero, que era publicitado como "el más bello en todo el panorama femenino mundial".
Entre sus películas, tal vez las más conseguidas fueron Jaimito y la enfermera arman la guerra en el hospital, de 1979, y La doctora seduce al coronel, de 1980. También es de destacar el notable escándalo que supuso una aparición suya en televisión junto a Lando Buzzanca en la que sólo vestía un minúsculo taparrabos. En cambio, con la única excepción de Il dio serpente, siempre ha evitado el desnudo integral.
Como curiosidad hay que añadir que su carrera fue obstaculizada por la falta de soltura con el idioma italiano. Casi siempre era doblada en sus películas.

### Retiro de la escena

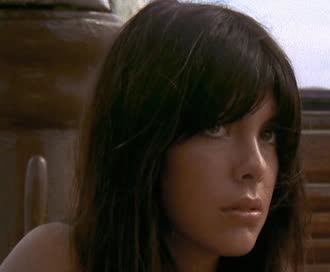
Fotograma de la comedia erótica italiana de 1970 Il dio serpente, de Piero Vivarelli (1927 - 2010).

Al comienzo de los años 80, Nadia prácticamente desapareció de la escena, tal vez por una intervención de cirugía plástica a la que se sometió, cuyo resultado fue una desfiguración parcial: sufrió de hecho desfiguración en el rostro, hoy afortunadamente no muy visible, aparte de la falta de parte del pabellón auricular derecho.
El motivo principal de su abandono cinematográfico hay que atribuirlo al hecho de ser una mujer objeto de la televisión italiana, utilizada por la belleza de su cuerpo.
Después de retirarse de la escena italiana en la década de 1980, Nadia primero trabajó para la televisión francesa durante un período, y luego regresó a los Estados Unidos en 1987 por razones personales.

## Filmografía
- El divorcio (Il divorzio, 1970)
- Il dio serpente (1970)
- Cuando los hombres usaban cachiporra y con las mujeres hacían 'ding dong' (Quando gli uomini armarono la clava e..., 1971)
- Mazzabubù... Quante corna stanno quaggiù? (1971)
- Historias peligrosas (Pulp, 1972)
- Desnudémonos sin pudor (Spogliamoci senza pudore, 1976)
- Lengua de plata (Ecco lingua di argento, 1976)
- Il superspia (1977) (serie de TV)
- La profesora baila con toda la clase (L'insegnante balla... con tutta la classe, 1978)
- Io tigro, tu tigri, egli tigra  (1978)
- Star Crash, choque de galaxias (Star Crash, 1978)
- Io zombo, tu zombi, lei zomba (1979)
- Jaimito y la enfermera arman la guerra en el hospital (L'infermiera nella corsia dei militari, 1979)
- La doctora seduce al coronel (La dottoressa ci sta col colonnello, 1980)
- L'assistente sociale tutto pepe (1981)
- I miracoloni (1981)
- Busco amante para un divorcio (1981)
- Setenta y dos horas para pecar (Giovani belle... probabilmente ricche, 1982)
- Ridiamoci sopra (1982) (serie de TV)
- Les beaux quartiers (1983) (telefilme)

## Discografía

### Álbumes
- 1978 - Encounters Of A Loving Kind (CGD)
- 1983 - Get Ready (RCA Italiana)
- 1985 - Dreams (Five Record, FM 13540)

### Sencillos
- 1977 - "Giorno per giorno/Passaporto per la follia" (CGD, 7")
- 1978 - "Encounters/Honey" (CGD, 7")
- 1982 - "Tu sei l'unico amore" (Ricordi, 7")
- 1982 - "Quando (mi sto innamorando)/A chi la do stasera" (Ricordi, 7")
- 1983 - "Get Ready/Too Late" (RCA, 7")
- 1983 - "I Like Boys/Obsessed" (Memo Records, 12")
- 1984 - "Bum bum cantiamo/Più forte" (Five Record, 7")